# Jewgenija Iwanowna Konradi

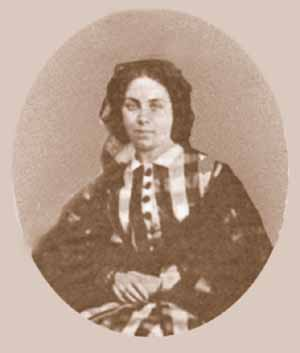
Jewgenija Iwanowna Konradi

Jewgenija Iwanowna Konradi, geborene Botschetschkarowa (russisch Евгения Ивановна Конради, Geburtsname Бочечкарова; * 1838 in Moskau; † 1898 in Paris), war eine russische Publizistin und Frauenrechtlerin.

## Leben
Als Kind einer adligen Familie erhielt Jewgenija eine gute häusliche Erziehung. 1858 trat sie in ein Moskauer Mädchengymnasium als noble Dame und Lehrerin für die englische Sprache ein. Dann ging sie nach St. Petersburg und heiratete den Arzt und Journalisten P. F. Konradi.
Jewgenija begann nun literarisch tätig zu werden. Zunächst übersetzte sie aus dem Französischen und Deutschen. 1865 erschien in der Monatszeitschrift Russkoje Slowo (Russisches Wort) ihr erster Aufsatz über die Entwicklung der Sklaverei in Amerika. 1866 wurde sie Mitarbeiterin der neuen Zeitschrift Schenski Westnik (Frauenbote) in St. Petersburg. Sie führte die Chronik der Frauenbewegung im Westen und stand in einer Reihe mit G. I. Uspenski, P. L. Lawrow und W. A. Slepzow. Als die Zeitschrift 1868 ihr Erscheinen einstellte, übernahm sie die Redakteur-Stelle ihres Mannes in der Wochenzeitung Nedelja (Die Woche) und berichtete über das Gesellschaftsleben im Ausland. 1969 wurde sie mit P. A. Gaideburow und J. A. Rossel Eigentümerin dieser Zeitung. Auch veröffentlichte sie Aufsätze über Bildungserziehung, Frauengleichberechtigung und die Arbeiterfrage in einer Bildungszeitschrift und im Sewerny Westnik. 1872 gab sie zusammen mit P. A. Gaideburow den Sammelband über die russischen Gesellschaftsprobleme heraus.
In der Frauenbewegung war Jewgenija neben Marija Trubnikowa, Nadeschda Stassowa und Anna Filossofowa eine der Führerinnen des linken Flügels. 1868 wendete sich Jewgenija im Namen ihres Frauenkreises mit einem öffentlichen Brief an den ersten Kongress der russischen Naturforscher in St. Petersburg mit der Forderung einer systematischen Bildung der Frauen.
1872 wurde J. I. Ragosin Herausgeber der Nedelja. Die unterschiedlichen Ansichten führten zu Konflikten, so dass 1874 Jewgenija ihre Arbeit in der Nedelja einstellte. Der erzwungene Abschied von ihrer Arbeit führte auch zu materiellen Nöten. Ihren an Tuberkulose leidenden Sohn brachte sie zur Kur in die Schweiz, wo er 1885 starb. Sie kehrte nicht mehr nach Russland zurück und starb in Paris in einem öffentlichen Krankenhaus. Ihre Werke wurden von Wera Balandina herausgegeben.